# Уилсон, Энгус
Сэр Ангус Фрэнк Джонстон-Уилсон (англ. Angus Frank Johnstone-Wilson; 11 августа 1913 года, Бексхилл (Сассекс) — 31 мая 1991 года, Бери-Сент-Эдмундс, Саффолк) — английский писатель. В 1958 году он был награжден Мемориальной премией Джеймса Тейта Блэка за роман «Средний возраст миссис Элиот», а позже получил рыцарское звание за заслуги перед литературой.

## Биография
Уилсон родился в Бексхилле (графство Сассекс, Англия) в семье англичанина Уильяма Джонстона-Уилсона и матери из Южной Африки Мод (урожденная Кейни) из богатой купеческой семьи Дурбана. Дед Уилсона служил в престижном шотландском армейском полку и владел поместьем в Дамфрисшире, где вырос Уильям Джонстон-Уилсон (несмотря на то, что родился в Хеймаркете) и где он впоследствии жил.
Уилсон получил образование в Вестминстерской школе и Мертон-колледж (Оксфорд), а в 1937 году стал библиотекарем в Британском музее Департамента печатных книг, работающий на новом общем каталоге. Предыдущая работа включала репетиторство, кейтеринг и совместное управление рестораном с его братом.
Во время Второй мировой войны он работал в военно-морском отделе предприятия по взлому кодов в Блетчли-парке, переводя итальянские военно-морские коды. Уилсон вернулся в музей после окончания войны.
Первой публикацией писателя был сборник рассказов «Неправильный набор» (1949), за которым вскоре последовал роман «Болиголов и потом», имевший большой успех, вызвавший приглашения на лекции в Европе.
Уилсон работал рецензентом, а в 1955 году ушел из Британского музея, чтобы писать и переехал в Саффолк.
Он сыграл важную роль в публикации первого романа Колина Уилсона в 1956 году, а с 1957 года он читал лекции в других странах, в Японии, Швейцарии, Австралии и США.
Был назначен командором Ордена Британской империи (CBE) (1968), и получил множество литературных наград в последующие годы. Писатель был удостоен звания Рыцаря-холостяка в честь Дня рождения Елизаветы II в 1980 года за заслуги.
Ангус Уилсон был президентом Королевского литературного общества с 1982 по 1988 год. В последние годы жизни у него было плохое здоровье, и он умер от инсульта в доме престарелых в Бери-Сент-Эдмундс(Саффолк) 31 мая 1991 года в возрасте 77 лет.
Его произведения, имеющие ярко выраженную сатирическую направленность, выражают его озабоченность сохранением либерального гуманистического мировоззрения перед лицом модных соблазнов доктринеров. Некоторые его работы были адаптированы для телевидения. Он был профессором английской литературы в Университете Восточной Англии с 1966 по 1978 год, а в 1970 году совместно помогал основать их курс творческого письма на уровне магистров, который в то время это считалось в Соединенном Королевстве новаторством.
Его медали, тогда находившиеся в частной собственности, были показаны в программе BBC Antiques Roadshow в августе 2018 года.

## Произведения
Романы
- Хэмлок и после (1952)
- Англосаксонские отношения (1956)
- Средний возраст миссис Элиот (1958)
- Старики в зоопарке (1961)
- Поздний звонок (1964)
- Без смеха (1967)
- Как будто по волшебству (1973)
- Поджигая мир (1980)

Сборники рассказов
- Неправильный набор (1949)
- Такой милый додо (1950)
- Немного вне карты (1957)
- Пляска смерти (избранные рассказы, 1969)

Другие
- По ком звонит Клош: альбом двадцатых (1953)
- Дикий сад или разговор о письме (1963)
- Мир Чарльза Диккенса (1970)
- Непослушные девяностые (1976)
- Странная поездка Редьярда Киплинга: его жизнь и творчество (1977)
- Разнообразие и глубина художественной литературы: избранные критические сочинения Ангуса Уилсона (1983)
- Размышления глазами писателя: путевые заметки Ангуса Уилсона (1986)

### Переводы на русский язык
- Мир Чарльза Диккенса = The World of Charles Dickens. — М. : Прогресс, 1975. — 320 с.
- Чарльз Диккенс : Литературная биография : с приложением очерка Гилберта Кита Честертона «Чарльз Диккенс» / Пер. с англ. и примеч. Р. Померанцевой и В. Харитонова. — СПб. : Вита Нова, 2013. — 592 с. — (Жизнеописания). — ISBN 978-5-93898-465-3.